# Західна церква (Амстердам)
Західна церква (нід. Westerkerk, Вестеркерк) — кальвіністський парафіяльний храм у столиці Нідерландів місті Амстердамі, яскрава історико-архітектурна пам'ятка Золотої доби Голландії 1-ї половини XVII століття; є найпопулярнішою церквою в місті.
Церква розташована в амстердамському середмісті на березі каналу Прінсенграхт і прилягає до кварталу Йордаан (Jordaan). Неподалік від храму стоїть Дім Анни Франк, а на майданчику перед Вестеркерком — встановлена статуя Анни Франк. Також поблизу церкви розташований амстердамський Гомомонумент.

## Опис

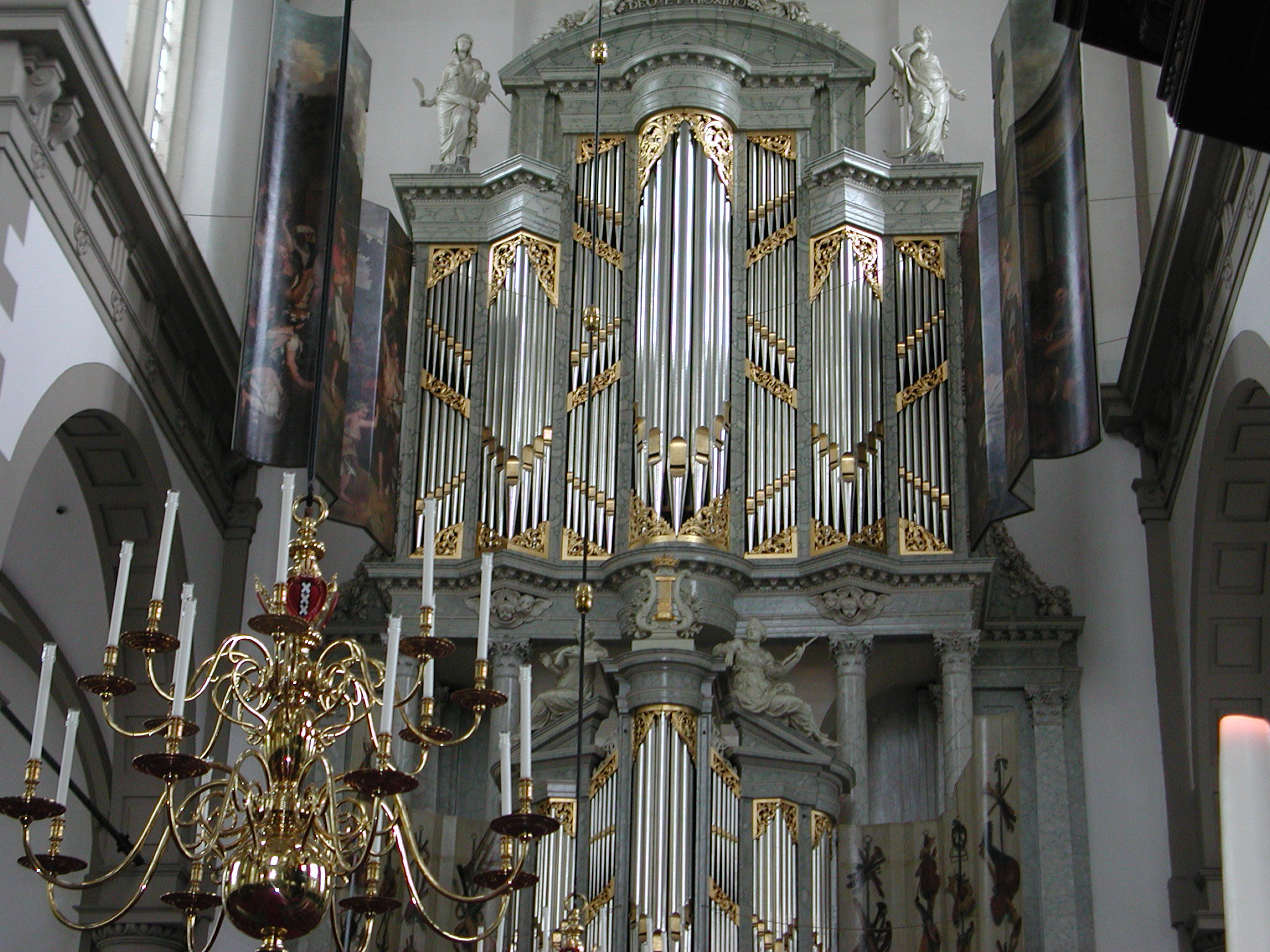
Церковний орган

Вестеркерк не має вираженої ренесансної архітектури, що найбільше відбилося в окремих елементах і декорі. Тоді як храм має безліч внутрішніх і зовнішніх готичних рис.
Крім того, Західна церква вважається найвищим храмом Амстердама. Вежа її дзвіниці, відома за народною назвою «Довгий Ян» (Langer Jan) вивищується над містом на 85 метрів, правлячи за міську домінанту і будучи амстердамським символом.
Всередині башти встановлений карильйон, що відбиває години. Його молот важить 200 кг, а найбільший із 48 дзвонів — 7500 кг. Церковні дзвони були відлиті П'єром і Франсуа Емоні.
Усередині Вестеркерку — один з найкращих органів країни, спорудження якого датується 1622 роком. Стулки органа розписав Герард де Лересс.

## Історія

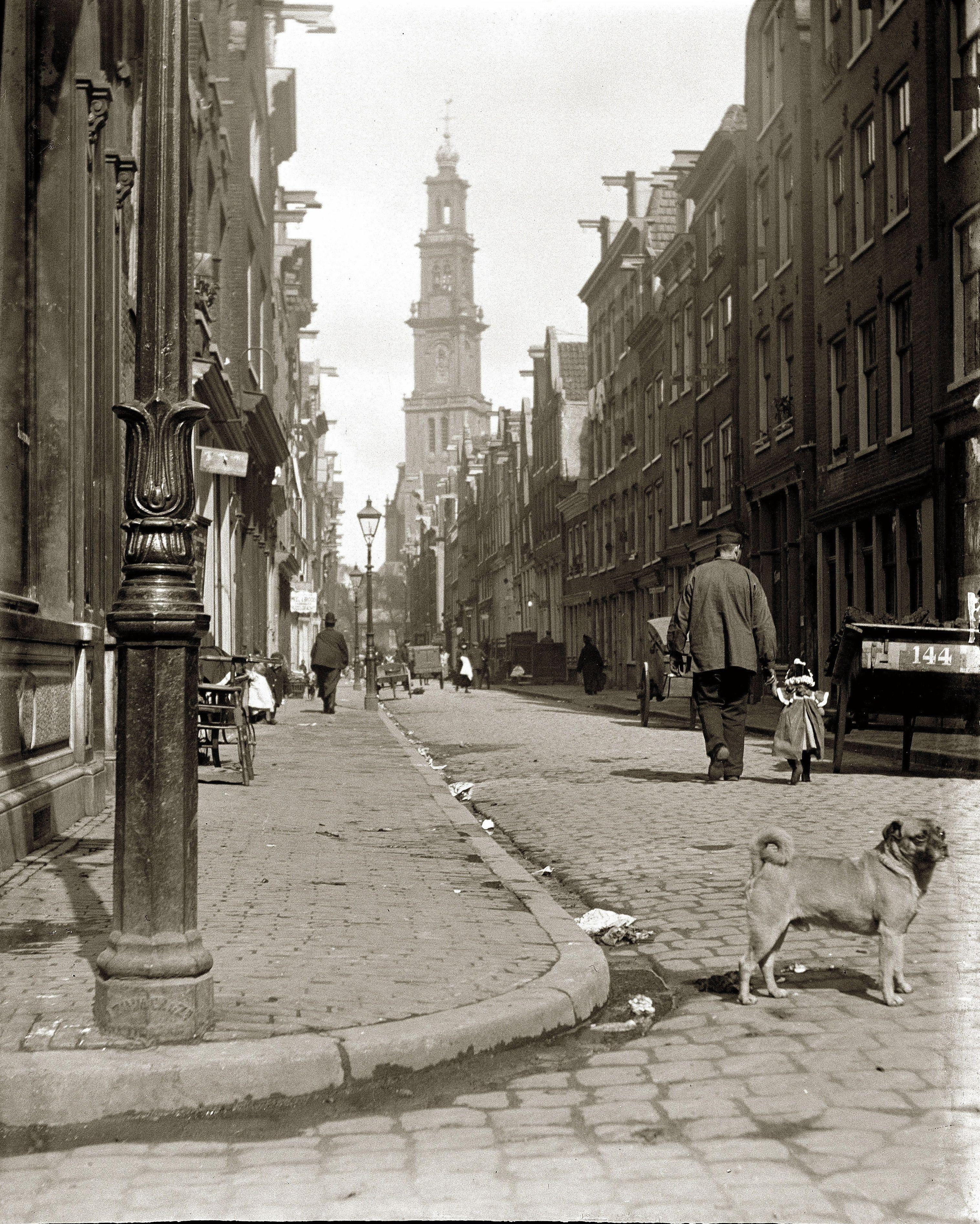
Вид на вежу Вестеркерку на світлині 1902 року

Історія Вестеркерку в Амстердамі бере свій початок від часів Реформації, коли місто перейшло в протестантизм. Тоді в 1620 році почалося будівництво храму за проектом Гендріка де Кейзера.
Після смерті де Кейзера будівництво Вестеркерку було завершено 1630 року Якобом ван Кампеном, який в тому числі додав до будівлі високу вежу.
Церква була освячена в 1631 році службою на свято Трійці.
Люди з прилеглого району Йордан (Jordaan) спершу не відвідували храм, адже після побудови храму він став улюбленим для заможніших жителів з районів, розташованих уздовж каналів, що вчащали на служби у Вестеркерку. Вони бажали мати свій храм, і зрештою в місті з'явилась ще Північна церква (Noorderkerk).
У 1906 році у Вестеркерку була поміщена колона в пам'ять про Рембрандта. Насправді великий художник, який помер у злиднях, був спочатку похований за межами церкви і лише згодом його (можливо, порожню) труну перепоховали всередині храму (у її північній частині). Крім того, у церкві поховані картограф Ян Блау, художники Ніколас Берхем, Гілліс де Гондекутер (Gillis d'Hondecoeter), Мельхіор де Гондекутер (Melchior d'Hondecoeter), Говерт Флінк (Govert Flinck), модель і коханка Рембрандта Гендрік'є Стоффелс.
10 березня 1966 року в амстердамській Західній церкві вінчались принцеса, згодом королева Беатрікс і принц Клаус фон Амсберг.

## Цікаві факти

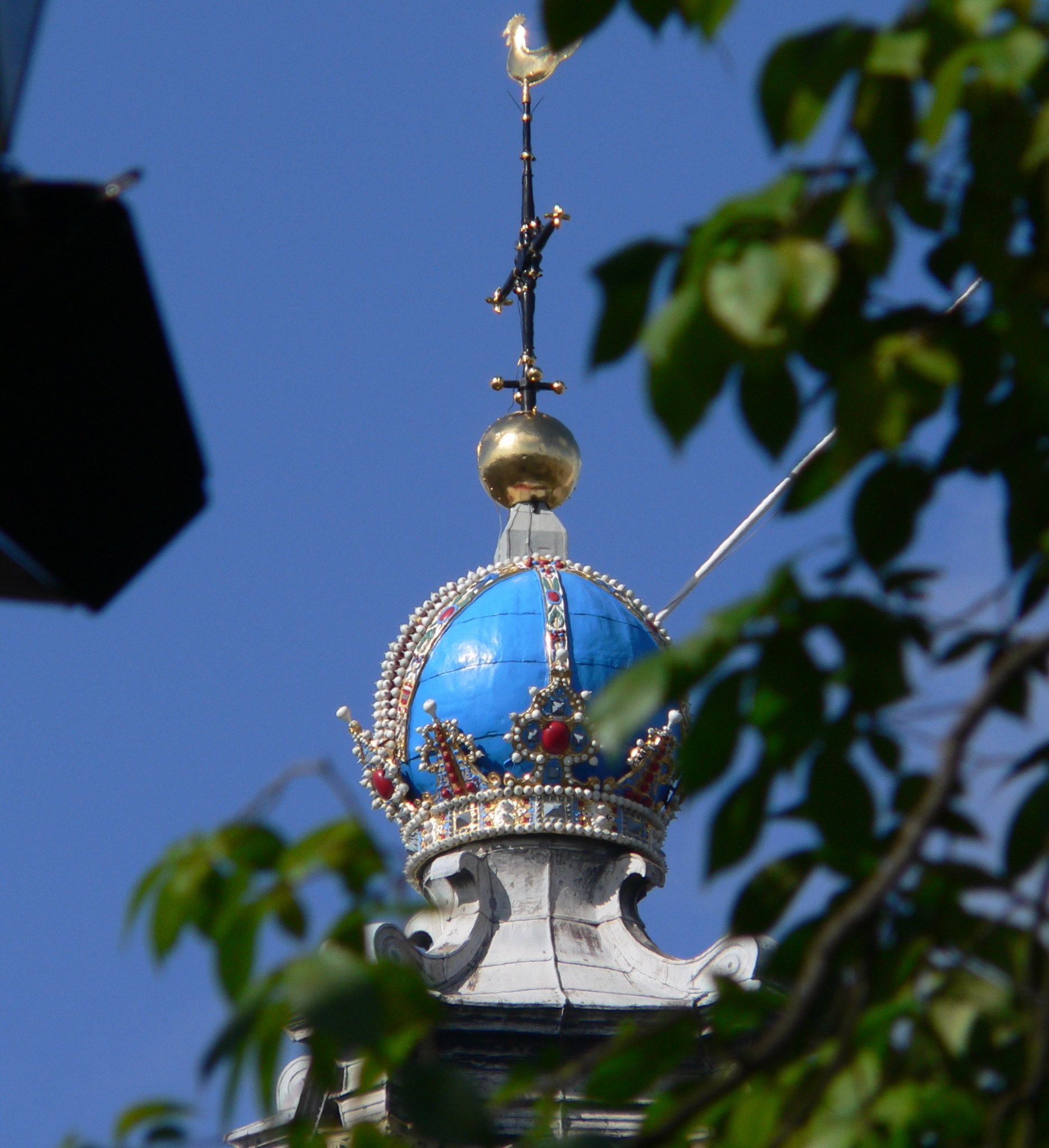
Корона на шпилі

- На шпилі Вестеркерку встановлена імператорська корона у пам'ять про імператора Максиміліана Австрійського, який у 1489 році був вилікуваний від хвороби в Амстердамі, і згодом узяв місто під свій захист, надавши йому право включити свою корону у міський герб.
- Амстердамська Західна церква описується у Щоденнику Анни Франк.

## Галерея

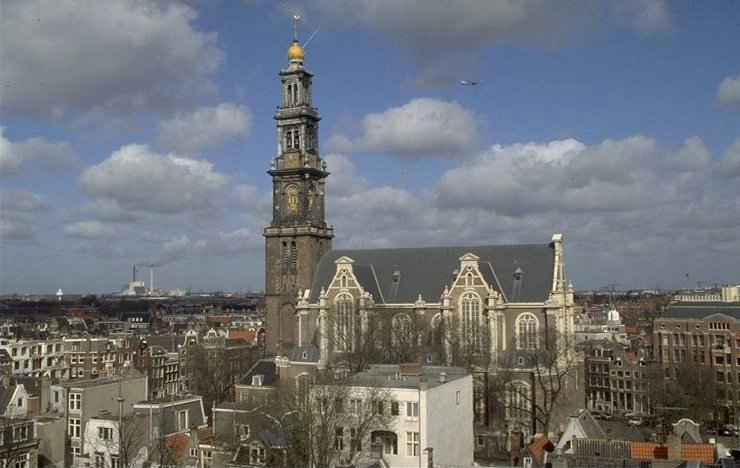
Вестеркерк на тлі міського пейзажу Амстердама
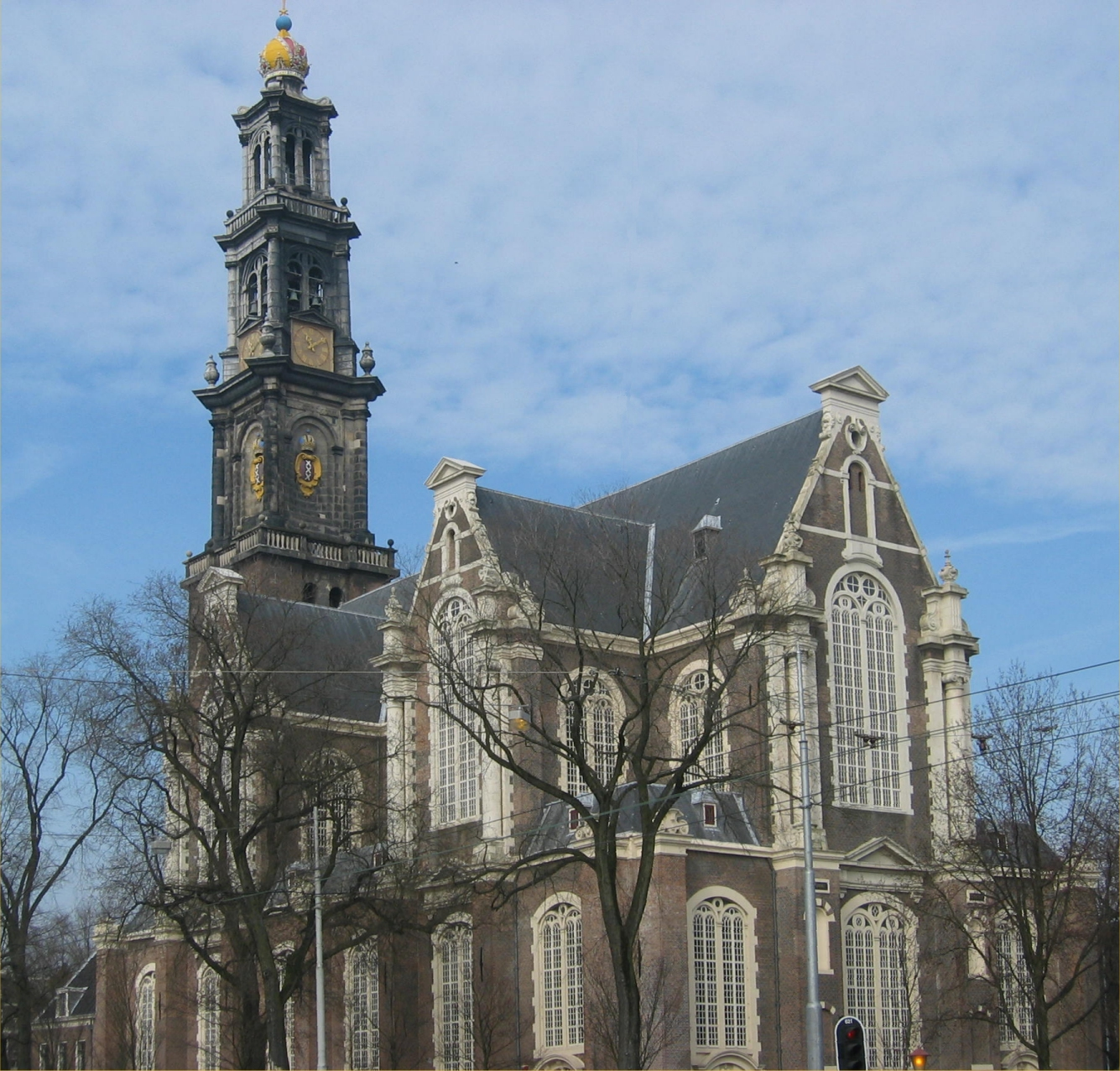
Вестеркерк (ракурс)
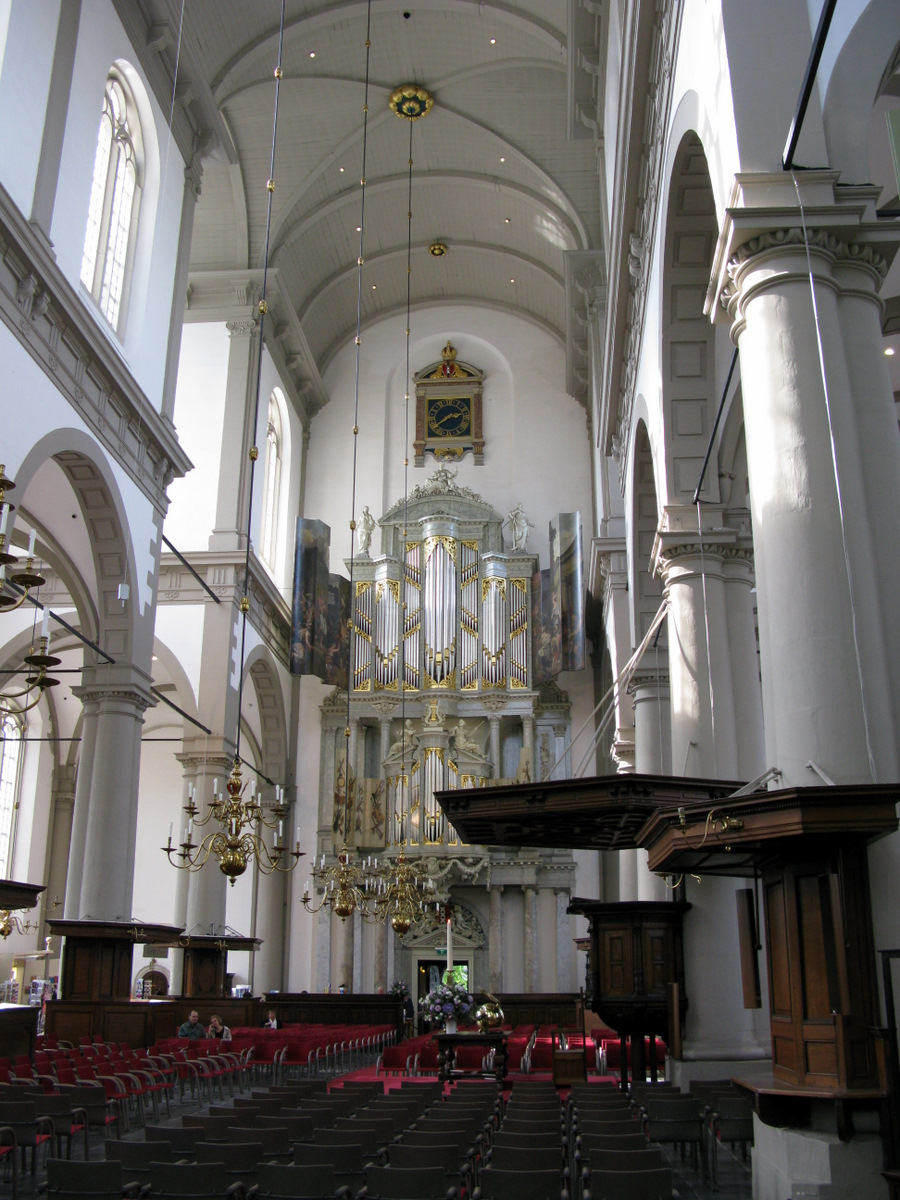
Інтер'єр Західної церкви
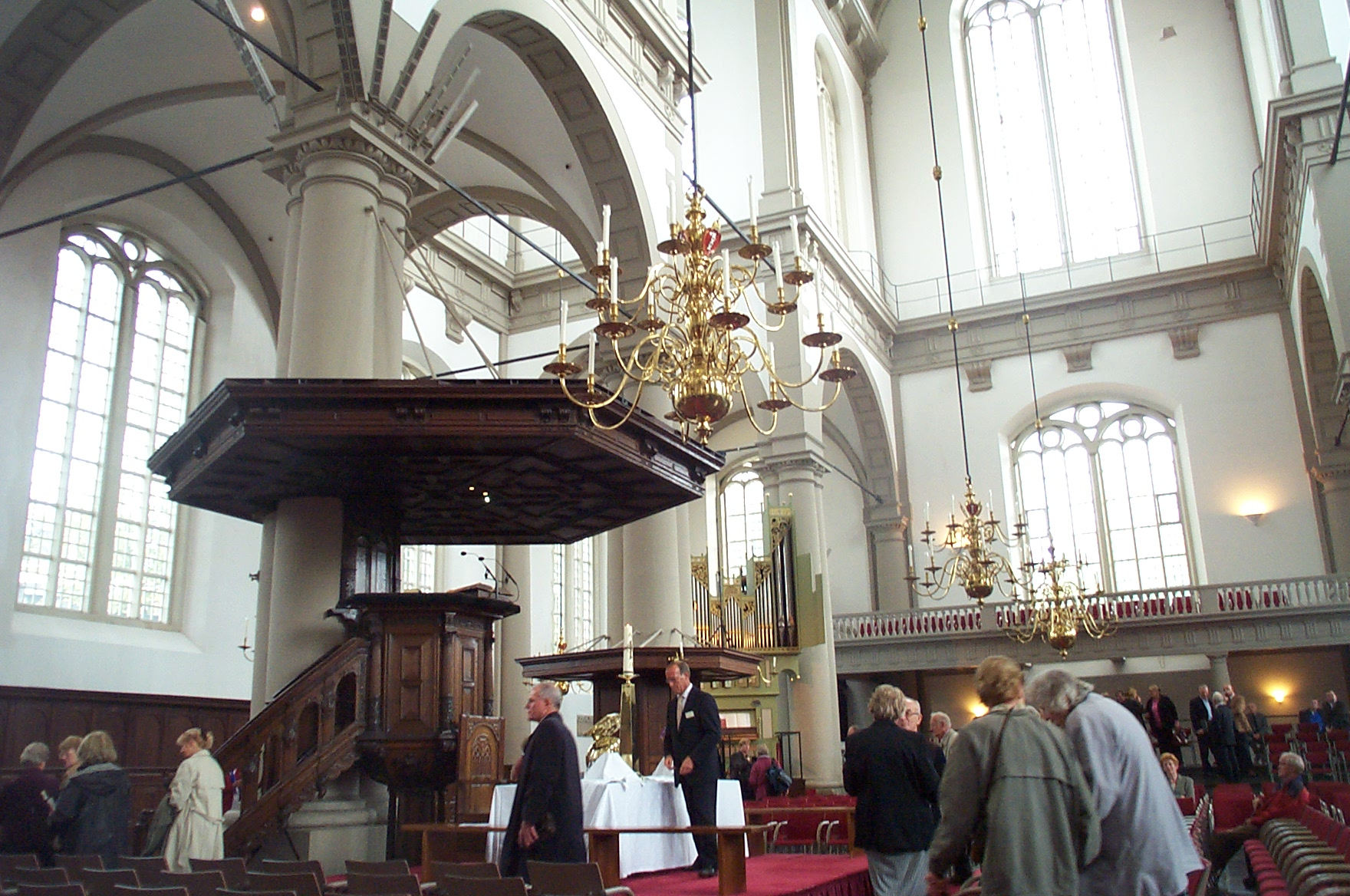
На недільній службі (жовтень 2004)